# Tom fait du cinéma
Pour plus de détails, voir Fiche technique et Distribution.
Tom fait du cinéma (Smarty Cat) est le quatre-vingt quinzième court métrage animé américain Tom et Jerry, sorti le 14 octobre 1955  en étant distribué par la Metro-Goldwyn-Mayer.

## Synopsis
Butch, Topsy et Boulette viennent rendre visite à Tom en ayant amené un film intitulé "Tom le Dur-à-cuir" ("Tom the Terrific Cat" en anglais) contenant trois parties "tournées par Butch" où Tom maltraite Spike. Jerry essaye e regarder le film avec les chats mais Tom puis Butch le mettent à la porte. La première partie, nommée Le Tombeur voit Tom frapper Spike avec une brique, la deuxième partie Chien nigaud voit Tom essayer d'aller à la pêche en roulant Spike. La troisième partie Un Nouvel Espoir pour les Chats voit Tom maltraiter un Spike attaché. Jerry réveille le chien qui voit Tom, Butch, Topsy et Boulette se moquer de lui. Mais Spike finit par poursuivre les quatre chats tandis que Jerry filme la poursuite.

## Commentaires
- Les trois parties du film fictif "Tom le Dur-à-cuir" sont en réalité des scènes des précédents courts métrages Amour, amour, Tom et Jerry à la pêche et Jerry et le Petit Samaritain, respcetivement.
- Dans la version française, les cartoons repris sont redoublés.